# Antonio Carlos Ortega Pérez

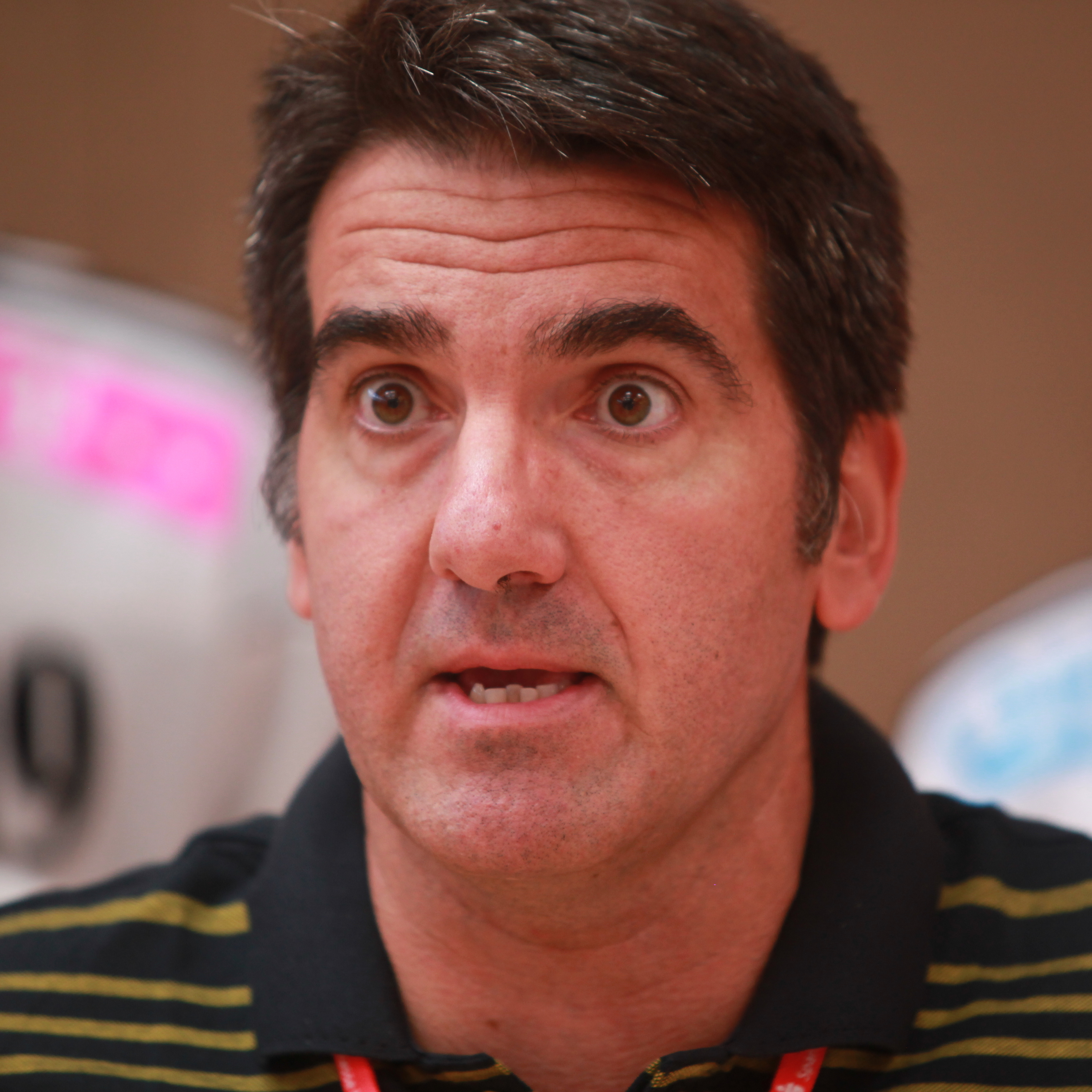
Antonio Carlos Ortega

Antonio Carlos Ortega Pérez (Màlaga, Andalusia, 1971) és un jugador d'handbol espanyol, ja retirat, guanyador d'una medalla olímpica. És un dels més destacats jugadors de la història del FC Barcelona i un dels jugadors més rellevants de la història de la Lliga ASOBAL: és el cinquè màxim golejador de la competició. Actualment es l'entrenador de la secció d'handbol del FC Barcelona.

## Carrera esportiva
Va néixer el 14 de juliol de 1971 a la ciutat de Màlaga, capital de la província del mateix nom (Andalusia).

### Com a jugador
Es va formar com a jugador a les categories inferiors dels Maristes de Màlaga, i va acabar la seva carrera esportiva per una lesió que li va impedir de seguir jugant a handbol, quan tenia 33 anys.

#### Clubs
- Maristas Málaga (1990-1994)
- FC Barcelona (1994-2005)

#### Trajèctoria amb la selecció espanyola
Va ser 146 cops internacional amb la selecció espanyola d'handbol.
Va participar, als 29 anys, en els Jocs Olímpics d'Estiu de 2000 realitzats a Sydney (Austràlia), on va aconseguir guanyar la medalla de bronze en la competició masculina olímpica amb la selecció espanyola d'handbol en derrotar la selecció de Sèrbia i Montenegro en la final pel tercer lloc. En els Jocs Olímpics d'Estiu de 2004 realitzats a Atenes (Grècia) aconseguí guanyar un diploma olímpic en finalitzar setè en la competició masculina.
Al llarg de la seva carrera va guanyar dues medalles en el Campionat d'Europa d'handbol, una d'elles de plata.

### Com a entrenador
La temporada 2005/2006 va esdevenir entrenador del Club Balonmano Antequera, amb el qual aconseguí l'ascens en aquesta temporada a la Lliga ASOBAL.
L'agost de 2021 fou presentat com a nou entrenador de la secció d'handbol del FC Barcelona.

#### Clubs
- Club Balonmano Antequera (2005-2011)
- MKB Veszprém KC (2012-2015)
- Selecció del Japó (2016-2017)
- KIF Kolding (2016-2017)
- TSV Hannover-Burgdorf (2017-2021)
- FC Barcelona (2021-act.)[1]

## Palmarès
FC Barcelona
Membre del FC Barcelona des dels seus inicis com a jugador, amb aquest club ha guanyat:
- 6 Copes d'Europa: 1995/1996, 1996/1997, 1997/1998, 1998/1999, 1999/2000 i 2004/2005
- 5 Supercopes d'Europa: 1996/1997, 1997/1998, 1998/1999, 1999/2000 i 2003/2004
- 1 Recopa d'Europa: 1994/1995
- 1 Copa EHF: 2002/2003
- 6 Lligues ASOBAL: 1995/1996, 1996/1997, 1997/1998, 1998/1999, 1999-2000 i 2002-2003
- 4 Copes del Rei: 1996/1997, 1997/1998, 1999/2000 i 2003/2004
- 5 Supercopes d'Espanya: 1996/1997, 1997/1998, 1999/2000, 2000/2001 i 2003/2004
- 5 Copes ASOBAL: 1994/1995, 1995/1996, 1999/2000, 2000/2001 i 2001/2002
- 6 Lligues dels Pirineus: 1997/1998, 1998/1999, 1999/2000, 2000/2001, 2001/2002 i 2003/2004
- 2 Lligues Catalanes: 1994/1995 i 1996/1997

Selecció espanyola
- Medalla de bronze als Jocs Olímpics de Sidney 2000
- Medalla de plata a l'Europeu d'Itàlia (1998)
- Medalla de bronze a l'Europeu de Croàcia (2000)

Com a entrenador
- Lliga d'Hongria 2013, 2014, 2015
- Copa d'Hongria 2013, 2014, 2015